# Hrvatski body building savez
Hrvatski body building savez (HBBS) je hrvatska krovna body building organizacija.
Međunarodni naziv za Hrvatski body building savez je Croatian Body Building Federation.
Osnovan je 9. lipnja 1986. godine u Zagrebu.
Član je Međunarodne federacije bodybildera - International Federation of BodyBuilding and Fitness (IFBB) od 12. studenoga 1992. godine.

## Amateri

### Svjetska prvenstva
nepotpuna lista
| Medalje | IBFF | IBFF | IFBB | IFBB | IFBB | INBA | INBA | NABBA/WFF | NABBA/WFF | WFF | WFF | Ukupno | Open | Open | Natural | Natural |
| ------- | ---- | ---- | ---- | ---- | ---- | ---- | ---- | --------- | --------- | --- | --- | ------ | ---- | ---- | ------- | ------- |
| Medalje | M    | Ž    | M    | Ž    | Mix  | M    | Ž    | M         | Ž         | M   | Ž   | Ukupno | M    | Ž    | M       | Ž       |
| Zlato   |      |      |      |      |      |      |      |           |           |     |     |        |      |      |         |         |
| Srebro  |      |      |      |      |      |      |      |           |           |     |     |        |      |      |         |         |
| Bronca  |      |      |      |      |      |      |      |           |           |     |     |        |      |      |         |         |

#### IFBB
International Federation of BodyBuilding and Fitness; seniorska konkurencija
| # |
| - |
| 1 |
| 2 |
| 3 |
| 4 |

| Bodybuilder(ica)   | Zlato                | Zlato        | Srebro | Bronca | Ukupno | Discipline   | Discipline |
| ------------------ | -------------------- | ------------ | ------ | ------ | ------ | ------------ | ---------- |
| Bodybuilder(ica)   | apsolutna kategorija | u kategoriji | Srebro | Bronca | Ukupno | popis        | #          |
| Zrinka Korać-Fišer | 2                    | 2            | 1      | 0      | 5      | body fitness |            |
| Petar Klančir      | 0                    | 1            | 0      | 0      | 1      |              |            |
| Robert Horvat      | 0                    | 0            | 0      | 1      | 1      |              |            |
| Eva Rusan          | 0                    | 0            | 0      | 1      | 1      |              |            |

| # |
| - |
| 1 |
| 2 |
| 3 |
| 4 |

| Bodybuilder(ica)   | Zlato                | Zlato        | Srebro | Bronca | Ukupno | Discipline   | Discipline |
| ------------------ | -------------------- | ------------ | ------ | ------ | ------ | ------------ | ---------- |
| Bodybuilder(ica)   | apsolutna kategorija | u kategoriji | Srebro | Bronca | Ukupno | popis        | #          |
| Zrinka Korać-Fišer | 2                    | 2            | 1      | 0      | 5      | body fitness |            |
| Petar Klančir      | 0                    | 1            | 0      | 0      | 1      |              |            |
| Robert Horvat      | 0                    | 0            | 0      | 1      | 1      |              |            |
| Eva Rusan          | 0                    | 0            | 0      | 1      | 1      |              |            |

| # |
| - |
| 1 |
| 2 |
| 3 |
| 4 |

| Bodybuilder(ica)   | Zlato | Srebro | Bronca | Ukupno | Discipline |
| ------------------ | ----- | ------ | ------ | ------ | ---------- |
| Sandi Imerović     | 1     | 0      | 0      | 1      |            |
| Eva Rusan          | 1     | 0      | 0      | 1      |            |
| Zrinka Korać-Fišer | 0     | 1      | 0      | 1      |            |
| Danijel Miklečić   | 0     | 1      | 0      | 1      |            |

| # |
| - |
| 1 |
| 2 |
| 3 |
| 4 |

| Bodybuilder(ica)   | Zlato | Srebro | Bronca | Ukupno | Discipline |
| ------------------ | ----- | ------ | ------ | ------ | ---------- |
| Sandi Imerović     | 1     | 0      | 0      | 1      |            |
| Eva Rusan          | 1     | 0      | 0      | 1      |            |
| Zrinka Korać-Fišer | 0     | 1      | 0      | 1      |            |
| Danijel Miklečić   | 0     | 1      | 0      | 1      |            |

#### IBFF
International Bodybuilding and Fitness Federation; seniorska konkurencija
| Bodybuilder(ica)  | Zlato                | Zlato        | Srebro | Bronca | Ukupno | Discipline       | Discipline |
| ----------------- | -------------------- | ------------ | ------ | ------ | ------ | ---------------- | ---------- |
| Bodybuilder(ica)  | apsolutna kategorija | u kategoriji | Srebro | Bronca | Ukupno | popis            | #          |
| Pero Tomas        | 1                    | 2            | 0      | 0      | 3      |                  |            |
| Vilim Puclin      | 1                    | 1            | 0      | 0      | 2      |                  |            |
| Stjepan Matošević | 0                    | 2            | 0      | 0      | 2      |                  |            |
| Roberto Burić     | 0                    | 1            | 0      | 0      | 1      |                  |            |
| Igor Blagojević   | 0                    | 1            | 0      | 0      | 1      |                  |            |
| Vanja Tokić       | 0                    | 1            | 0      | 0      | 1      | wellness fitness |            |
| Šime Mrkić        | 0                    | 0            | 0      | 1      | 1      |                  |            |

| # |
| - |
| 1 |
| 2 |

| Bodybuilder(ica) | Zlato | Srebro | Bronca | Ukupno | Discipline |
| ---------------- | ----- | ------ | ------ | ------ | ---------- |
| Nikolina Čalušić | 1     | 0      | 0      | 1      |            |
| Blaženko Mrkić   | 1     | 0      | 0      | 1      |            |
| Vanja Tokić      |       |        |        | 1      |            |
| Zoran Tokić      |       |        |        | 1      |            |

| # |
| - |
| 1 |
| 2 |

| Bodybuilder(ica) | Zlato | Srebro | Bronca | Ukupno | Discipline |
| ---------------- | ----- | ------ | ------ | ------ | ---------- |
| Nikolina Čalušić | 1     | 0      | 0      | 1      |            |
| Blaženko Mrkić   | 1     | 0      | 0      | 1      |            |
| Vanja Tokić      |       |        |        | 1      |            |
| Zoran Tokić      |       |        |        | 1      |            |

#### INBA
International Natural Bodybuilding Association; seniorska konkurencija

##### Pojedinačno
| Bodybuilder(ica) | Zlato                | Zlato        | Srebro | Bronca | Ukupno | Discipline | Discipline |
| ---------------- | -------------------- | ------------ | ------ | ------ | ------ | ---------- | ---------- |
| Bodybuilder(ica) | apsolutna kategorija | u kategoriji | Srebro | Bronca | Ukupno | popis      | #          |
| Ivan Landripet   | 0                    | 0            | 0      | 1      | 1      |            |            |

#### WFF
World Fitness Federation; seniorska konkurencija

##### Pojedinačno
| Bodybuilder(ica) | Zlato                | Zlato        | Srebro | Bronca | Ukupno | Discipline | Discipline |
| ---------------- | -------------------- | ------------ | ------ | ------ | ------ | ---------- | ---------- |
| Bodybuilder(ica) | apsolutna kategorija | u kategoriji | Srebro | Bronca | Ukupno | popis      | #          |
| Pero Tomas       | 0                    | 1            | 0      | 0      | 1      |            |            |

#### WBBF
World Body Building Federation; seniorska konkurencija

##### Pojedinačno
| Bodybuilder(ica) | Zlato                | Zlato        | Srebro | Bronca | Ukupno | Discipline | Discipline |
| ---------------- | -------------------- | ------------ | ------ | ------ | ------ | ---------- | ---------- |
| Bodybuilder(ica) | apsolutna kategorija | u kategoriji | Srebro | Bronca | Ukupno | popis      | #          |
| Vedran Jakšić    | 0                    | 2            | 1      | 0      | 3      |            |            |

#### NABBA/WFF
National Amateur Body-Builders' Association; seniorska konkurencija

### Europska prvenstva
nepotpuna lista; seniorska konkurencija
| #  |
| -- |
| 1  |
| 2  |
| 3  |
| 4  |
| 5  |
| 6  |
| 7  |
| 8  |
| 9  |
| 10 |
| 11 |

| Bodybuilder(ica)   | Zlato                | Zlato        | Srebro | Bronca | Ukupno | Federacije | Federacije |
| Bodybuilder(ica)   | apsolutna kategorija | u kategoriji | Srebro | Bronca | Ukupno | popis      | #          |
| ------------------ | -------------------- | ------------ | ------ | ------ | ------ | ---------- | ---------- |
| Zrinka Korać-Fišer | 1                    | 1            | 0      | 0      | 2      | IFBB       | 1          |
| Roberto Burić      | 0                    | 1            | 1      | 0      | 2      | IBFF       | 1          |
| Antonio Furić      | 0                    | 1            | 1      | 0      | 2      | IFBB, IBFF | 2          |
| Branka Njegovec    | 0                    | 1            | 0      | 0      | 1      | IFBB       | 1          |
| Luka Banić         | 0                    | 1            | 0      | 0      | 1      |            |            |
| Dražen Vrbančić    | 0                    | 1            | 0      | 0      | 1      | IFBB       | 1          |
| Luka Škubonja      | 0                    | 1            | 0      | 0      | 1      | IFBB       | 1          |
| Katarina Skroza    | 0                    | 0            | 1      | 0      | 1      | IFBB       | 1          |
| Šime Mrkić         | 0                    | 0            | 1      | 0      | 1      | IBFF       | 1          |
| Oliver Franjić     | 0                    | 0            | 1      | 0      | 1      | IBFF       | 1          |
| Slaven Petrović    | 0                    | 0            | 0      | 1      | 1      | IFBB       | 1          |

| #  |
| -- |
| 1  |
| 2  |
| 3  |
| 4  |
| 5  |
| 6  |
| 7  |
| 8  |
| 9  |
| 10 |
| 11 |

| Bodybuilder(ica)   | Zlato                | Zlato        | Srebro | Bronca | Ukupno | Federacije | Federacije |
| Bodybuilder(ica)   | apsolutna kategorija | u kategoriji | Srebro | Bronca | Ukupno | popis      | #          |
| ------------------ | -------------------- | ------------ | ------ | ------ | ------ | ---------- | ---------- |
| Zrinka Korać-Fišer | 1                    | 1            | 0      | 0      | 2      | IFBB       | 1          |
| Roberto Burić      | 0                    | 1            | 1      | 0      | 2      | IBFF       | 1          |
| Antonio Furić      | 0                    | 1            | 1      | 0      | 2      | IFBB, IBFF | 2          |
| Branka Njegovec    | 0                    | 1            | 0      | 0      | 1      | IFBB       | 1          |
| Luka Banić         | 0                    | 1            | 0      | 0      | 1      |            |            |
| Dražen Vrbančić    | 0                    | 1            | 0      | 0      | 1      | IFBB       | 1          |
| Luka Škubonja      | 0                    | 1            | 0      | 0      | 1      | IFBB       | 1          |
| Katarina Skroza    | 0                    | 0            | 1      | 0      | 1      | IFBB       | 1          |
| Šime Mrkić         | 0                    | 0            | 1      | 0      | 1      | IBFF       | 1          |
| Oliver Franjić     | 0                    | 0            | 1      | 0      | 1      | IBFF       | 1          |
| Slaven Petrović    | 0                    | 0            | 0      | 1      | 1      | IFBB       | 1          |

| # |
| - |
| 1 |
| 2 |
| 3 |
| 4 |

| Bodybuilder(ica)   | Zlato | Srebro | Bronca | Ukupno | Federacije |
| ------------------ | ----- | ------ | ------ | ------ | ---------- |
| Zrinka Korać-Fišer | 1     | 0      | 0      | 1      | IFBB       |
| Dražen Vrbančić    | 1     | 0      | 0      | 1      | IFBB       |
| Sandi Imerović     | 0     | 0      | 1      | 1      | IFBB       |
| Eva Rusan          | 0     | 0      | 1      | 1      | IFBB       |

| # |
| - |
| 1 |
| 2 |
| 3 |
| 4 |

| Bodybuilder(ica)   | Zlato | Srebro | Bronca | Ukupno | Federacije |
| ------------------ | ----- | ------ | ------ | ------ | ---------- |
| Zrinka Korać-Fišer | 1     | 0      | 0      | 1      | IFBB       |
| Dražen Vrbančić    | 1     | 0      | 0      | 1      | IFBB       |
| Sandi Imerović     | 0     | 0      | 1      | 1      | IFBB       |
| Eva Rusan          | 0     | 0      | 1      | 1      | IFBB       |

## Profesionalci

### Svjetska prvenstva

#### IBFF
International Bodybuilding and Fitness Federation; seniorska konkurencija
| Bodybuilder(ica) | Zlato                | Zlato        | Srebro | Bronca | Ukupno | Discipline                  | Discipline |
| ---------------- | -------------------- | ------------ | ------ | ------ | ------ | --------------------------- | ---------- |
| Bodybuilder(ica) | apsolutna kategorija | u kategoriji | Srebro | Bronca | Ukupno | popis                       | #          |
| Vanja Tokić      | 0                    | 0            | 0      | 1      | 2      | wellness fitness, pro model |            |

| # |
| - |
| 1 |
| 2 |

| Bodybuilder(ica) | Zlato                | Zlato        | Srebro | Bronca | Ukupno | Federacije | Federacije |
| Bodybuilder(ica) | apsolutna kategorija | u kategoriji | Srebro | Bronca | Ukupno | popis      | #          |
| ---------------- | -------------------- | ------------ | ------ | ------ | ------ | ---------- | ---------- |
| Vanja Tokić      |                      | 1            | 0      | 0      | 1      | IBFF       | 1          |

| # |
| - |
| 1 |
| 2 |

| Bodybuilder(ica) | Zlato                | Zlato        | Srebro | Bronca | Ukupno | Federacije | Federacije |
| Bodybuilder(ica) | apsolutna kategorija | u kategoriji | Srebro | Bronca | Ukupno | popis      | #          |
| ---------------- | -------------------- | ------------ | ------ | ------ | ------ | ---------- | ---------- |
| Vanja Tokić      |                      | 1            | 0      | 0      | 1      | IBFF       | 1          |

|   | Bodybuilder(ica) | Titule | Titule | Titule |
| Σ | Bodybuilder(ica) | #1     | #2+    |        |
| - | ---------------- | ------ | ------ | ------ |
| Ž | Vanja Tokić      | 4      | ?      | ?      |
| Ž | Branka Njegovec  |        |        |        |